# 克倫德爾山
47°17′54″N 12°09′52″E / 47.298325°N 12.164439°E

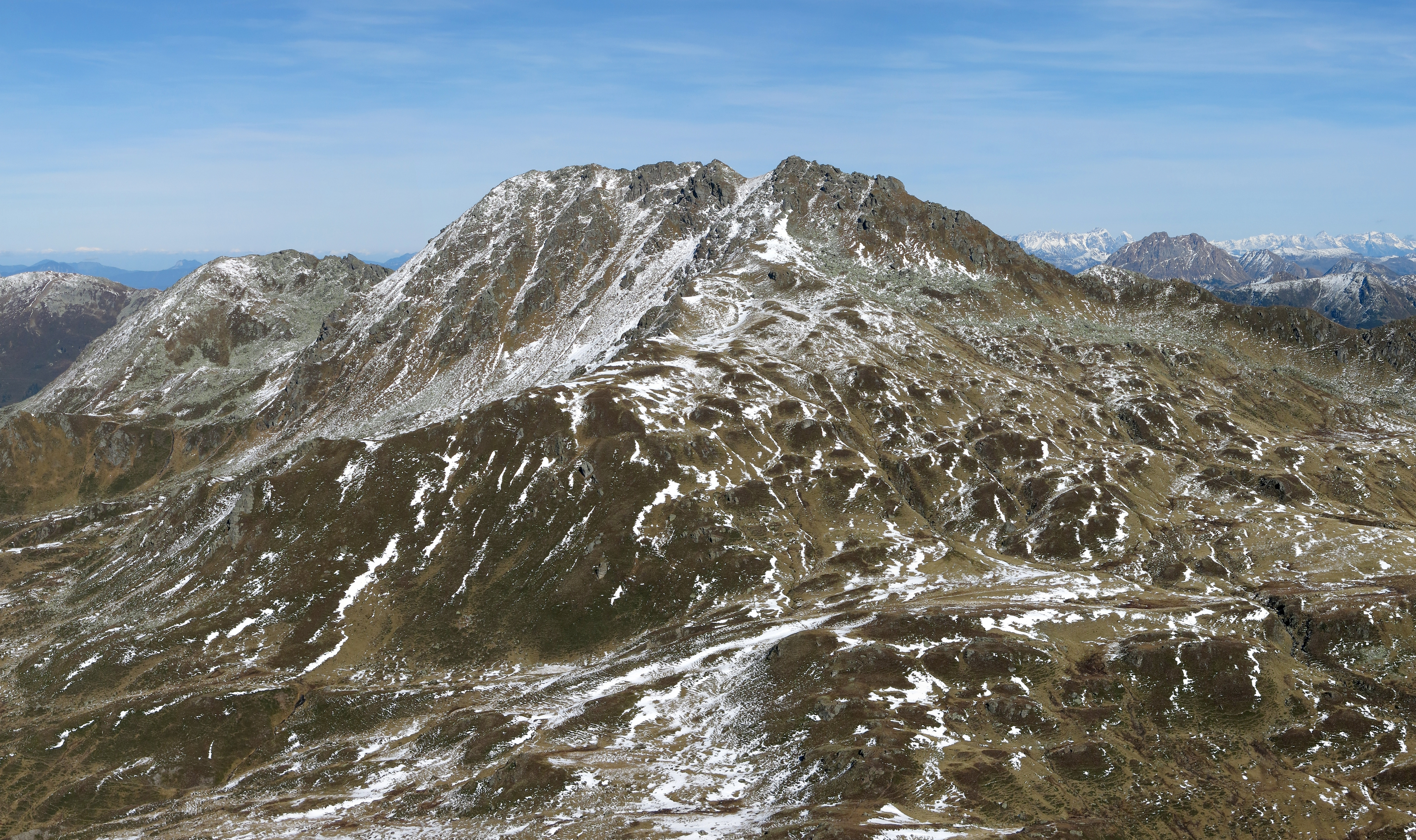

克倫德爾山（德語：Kröndlhorn），是奧地利的山峰，位於該國西部，處於蒂羅爾州和薩爾茨堡州接壤的邊界，屬於基茨比爾阿爾卑斯山脈的一部分，海拔高度2,444米。